# خاطرات یک حلزون
خاطرات یک حلزون یک فیلم انیمیشن استاپ‌موشن، تراژدی و کمدی ویژه بزرگسالان محصول سال ۲۰۲۴ است که توسط آدام الیوت نوشته، تهیه و کارگردانی شده است. این فیلم از صداپیشگی سارا اسنوک، کدی اسمیت-مک‌فی، اریک بانا، مگدا زوبانسکی، دومینیک پینان و جکی ویور بهره می‌برد.
این فیلم اولین نمایش جهانی خود را در جشنواره بین‌المللی فیلم انیمیشن انسی در ۱۰ ژوئن ۲۰۲۴ داشت و قرار است در ۱۷ اکتبر ۲۰۲۴ توسط مدمن انترتینمنت در استرالیا اکران شود. فضای این فیلم مانند کار سابق الیوت مری و مکس است.

## داستان
گریس، دختری جوان در استرالیا در دهه ۱۹۷۰، پس از مرگ مادرش شروع به جمع‌آوری حلزون‌ها می‌کند. او و برادر دوقلویش، گیلبرت، با پدرشان پرسی زندگی می‌کنند که یک بندباز سابق بوده و اکنون به دلیل آسیب نخاعی فلج شده و دچار اعتیاد به الکل و الکلیسم است. این خواهر و برادر با وجود این مشکلات به یکدیگر نزدیک هستند و گیلبرت همیشه از گریس در برابر همکلاسی‌هایی که او را به دلیل داشتن شکاف لب (لب شکری) مسخره می‌کنند، دفاع می‌کند.
پس از آن که پدرشان در خواب می‌میرد، دوقلوها از هم جدا می‌شوند و به خانه‌های سرپرستانی فرستاده می‌شوند که صدها کیلومتر از یکدیگر فاصله دارند. گریس به خانه یک زوج علاقه‌مند به رابطه باز به نام‌های ایان و ناریل در کانبرا منتقل می‌شود، در حالی که گیلبرت به خانواده‌ای از متعصبان مذهبی در غرب استرالیا سپرده می‌شود.
گریس در نهایت با یک زن مسن به نام پینکی دوست می‌شود که در دوران رشد و چالش‌های بزرگسالی گریس، از جمله ازدواج کوتاه مدتش با یک تعمیرکار مایکروویو، در کنار اوست. پس از مرگ پینکی، گریس خاکستر او را به باغ سبزیجات می‌برد و شیشه حلزون‌هایش را آزاد می‌کند.

## تولید
فیلم خاطرات یک حلزون طی یک دوره هشت ساله توسعه یافت. فیلم‌برداری آن در ماه مه ۲۰۲۳ در ملبورن انجام شد. در فوریه ۲۰۲۴ اعلام شد که سارا سنوک به عنوان بازیگر نقش اصلی انتخاب شده است.

## اکران
فیلم خاطرات یک حلزون در تاریخ ۱۰ ژوئن ۲۰۲۴ در جشنواره بین‌المللی انیمیشن انسی به نمایش درآمد و جایزه کریستال بهترین فیلم بلند را کسب کرد. این فیلم در تاریخ ۱۷ اکتبر ۲۰۲۴ توسط مدمن انترتینمنت در استرالیا و در تاریخ ۲۵ اکتبر ۲۰۲۴ به‌صورت محدود توسط آی‌اف‌سی فیلمز در ایالات متحده اکران خواهد شد. 
این فیلم توسط انجمن سینمایی آمریکا  به دلیل «محتوای جنسی، برهنگی و برخی محتوای خشونت‌آمیز» درجه‌بندی R دریافت کرده است.

## نقد
پیتر دبروژ از مجله ورایتی از تعهد آدام الیوت، کارگردان فیلم، به سبک داستان‌گویی تیره و به طرز شگفت‌آوری تأثیرگذار تقدیر کرد و از بازیگران صدا و موسیقی فیلم نیز تمجید نمود.